# Декларация ООН о сексуальной ориентации и гендерной принадлежности
Декларация Организации Объединённых Наций по вопросам сексуальной ориентации и гендерной идентичности — инициированное Францией и Нидерландами при поддержке Европейского союза постановление, представленное Генеральной Ассамблее ООН 18 декабря 2008 года. Заявление, изначально спланированное как резолюция, оппозиционно антигомосексуальному заявлению, выдвинутому странами-участницами Организации Исламской конференции.
Декларацию подписали 96 стран-членов ООН (из 193). Такие страны как Россия, Китай не подписали декларацию.
Декларация осуждает насилие, притеснения, дискриминацию, изоляцию, стигматизацию и предрассудки по признаку сексуальной ориентации и гендерной идентичности. Она также осуждает убийства и казни, пытки, произвольные аресты и лишение экономических, социальных и культурных прав на этой почве.
Декларация оценивается как достижение прав человека, разрушение табу на обсуждение темы ЛГБТ-прав в ООН.

## Ситуация на момент инициирования Декларации
По состоянию на январь 2008 года гомосексуальные отношения в 72 странах преследуются законом, в восьми из которых за такие отношения существует смертная казнь, а в девяти — пожизненное заключение. В своём решении в 1994 году по делу Тунен против Австралии, Комитет по правам человека ООН, который отвечает за Международный пакт о гражданских и политических правах, постановил, что такие законы являются нарушением прав человека.
В 2006 году усилиями Луи-Жоржа Тена, основателя Международного дня против гомофобии была предпринята всемирная кампания с целью положить конец криминализации гомосексуальных отношений с Джокьякартскими принципами. Эта кампания была поддержана десятками международных общественных деятелей, включая лауреатов Нобелевской премии, учёных, священнослужителей и знаменитостей.
В 2008 году 34 страны-участницы Организации американских государств единогласно приняли декларацию, подтвердив, что защита прав человека распространяется и на права сексменьшинств.
После встречи Луиса Джорджа Тина с французским министром по правам человека и иностранным делам Рамой Йад в начале 2008 года, Йад объявила, что она обратится в ООН с рассмотрением вопроса всеобщей декриминализации гомосексуальности. Декларация быстро была поднята на обсуждение всемирного масштаба.
Инициированная Францией, председательствующей в Европейском союзе, и Нидерландами, декларация была задумана как резолюция, но было принято решение об определении её как декларации, так как не было оказано достаточно широкой поддержки для официальной резолюции. Декларация была зачитана аргентинским послом Джорджем Аргуелло 18 декабря 2008 года и стала первой декларацией касающейся прав ЛГБТ, обсуждаемой в Генеральной Ассамблее.

## Поддержка

Синим цветом показаны страны, подписавшие декларацию, красным — подписавшие альтернативное заявление

Несколько ораторов обратили внимание Конференции на то, что во многих странах законы против гомосексуальности берут начало ещё от британского колониального прошлого как от религии или традиции.
Озвучивая позицию Франции Йад спросила: «Как мы можем смириться с тем фактом, что люди побиваются камнями, вешаются и обезглавливаются только за нетрадиционную сексуальную ориентацию?»
Британский активист Питер Тэтчелл сказал: «Это историческое событие… Рассмотрение данного постановления является результатом коллективных глобальных усилий многих ЛГБТ-правозащитных и правозащитных организаций. Наше сотрудничество, единство и солидарность завоевали нам этот успех».
96 из 193 стран-членов ООН подписали декларацию, включая всех членов Европейского союза.
57 стран-членов Организации Исламской конференции и некоторые другие подписали альтернативное заявление, в котором формально выступили против дискриминации, но в то же время считают, что универсальные права человека не включают «попытку сосредоточить внимание на правах отдельных лиц».

Россия и Китай не подписали эту декларацию, но и не подписали альтернативную, за которую выступили члены организации «Исламская конференция».
18 марта 2009 года новая американская администрация Барака Обамы пообещала подписать декларацию.
Представитель России в ООН Григорий Лукьянцев призвал отказаться от «вброса в повестку дня сюжетов, которые способны привести к возникновению конфронтации… искусственное выделение лиц с нетрадиционной сексуальной ориентацией чревато перегрузкой и без того обширной повестки дня Генассамблеи и смещением ключевого вектора её работы в плане преодоления дискриминации и ксенофобии». «Российская Федерация выступает против дискриминации, нетерпимости, репрессий и актов насилия в отношении лиц с нетрадиционной сексуальной ориентацией», — добавил Лукьянцев.

### Государства, подписавшие Декларацию
| Африка - Габон - Гвинея-Бисау - Кабо-Верде - Маврикий - Руанда - Сан-Томе и Принсипи - Сейшельские Острова - Сьерра-Леоне - Центральноафриканская Республика - ЮАР Америка - Аргентина - Боливия - Бразилия - Венесуэла - Гватемала - Гондурас - Доминика - Доминиканская Республика - Канада - Колумбия (инициатор) - Коста-Рика - Куба | - Мексика - Никарагуа - Панама - Парагвай - Перу - Сальвадор - США (инициатор) - Уругвай - Чили - Эквадор Азия - Восточный Тимор - Израиль - Монголия - Непал - Таиланд - Республика Корея - Япония Европа - Албания - Андорра - Австрия - Армения - Бельгия | - Босния и Герцеговина - Болгария - Великобритания - Венгрия - Германия - Греция - Грузия - Дания - Ирландия - Исландия - Испания - Италия - Кипр - Латвия - Лихтенштейн - Литва - Люксембург - Северная Македония - Мальта - Молдова - Монако - Нидерланды (инициатор) - Норвегия - Польша - Португалия | - Румыния - Сан-Марино - Сербия - Словакия - Словения (инициатор) - Украина - Финляндия - Франция (инициатор) - Хорватия - Черногория - Чехия - Швеция - Швейцария - Эстония Океания - Австралия - Вануату - Маршалловы Острова - Науру - Новая Зеландия - Палау - Самоа - Тувалу - Федеративные Штаты Микронезии - Фиджи |

## Текст декларации
Мы имеем честь выступить с этим заявлением по вопросам прав человека, сексуальной ориентации и гендерной идентичности от имени […]
1. Мы подтверждаем принцип универсальности прав человека, закреплённых во Всеобщей декларации прав человека, 60-летие которой отмечается в этом году, статья 1 которой гласит, что «все люди рождаются свободными и равными в своём достоинстве и правах»;
2. Мы подтверждаем, что каждый человек имеет право на осуществление прав человека без какого-либо различия, как то в отношении расы, цвета кожи, пола, языка, религии, политических или иных убеждений, национального или социального происхождения, имущественного, сословного или иного положения, как изложено в статье 2 Всеобщей декларации прав человека и статье 2 Международного пакта о гражданских и политических, экономических, социальных и культурных правах, а также в статье 26 Международного пакта о гражданских и политических правах;
3. Мы подтверждаем принцип недискриминации, в соответствии с которым права человека в равной степени относятся к каждому человеку, независимо от сексуальной ориентации или гендерной идентичности;
4. Мы глубоко обеспокоены нарушениями прав человека и основных свобод по признаку сексуальной ориентации или гендерной идентичности;
5. Мы также обеспокоены тем, что насилие, домогательства, дискриминация, отчуждение, стигматизация и предрассудки направлены против лиц во всех странах мира из-за сексуальной ориентации или гендерной идентичности, и что такие виды практик подрывают целостность и достоинство тех, кто подвергается этим нападкам;
6. Мы осуждаем нарушения прав человека, основанные на сексуальной ориентации или гендерной идентичности, где бы они ни происходили, в частности, применение смертной казни на этом основании, внесудебных, суммарных или произвольных казнях, практики применения пыток и другого жестокого, бесчеловечного и унижающего достоинство обращения или наказания, произвольного ареста или содержания под стражей и лишения экономических, социальных и культурных прав, включая право на охрану здоровья;
7. Мы напоминаем о заявлении от 2006 года, сделанном в Совете по правам человека от пятидесяти четырёх стран с просьбой к Председателю Совета обеспечить возможность обсуждения этих нарушений на соответствующей будущей сессии Совета;
8. Мы воздаём должное тому вниманию, что уделяется этим вопросам в рамках специальных процедур Совета по правам человека и договорными органами, и призываем их к продолжению усилий по обеспечению рассмотрения нарушений прав человека, основанных на сексуальной ориентации или гендерной идентичности в рамках их соответствующих мандатов;
9. Мы приветствуем принятие резолюции AG / RES. 2435 (XXXVIII-O/08) по теме «Права человека, сексуальной ориентации и гендерной идентичности» со стороны Генеральной ассамблеи Организации американских государств в ходе 38 сессии 3 июня 2008 года;
10. Мы призываем все государства и соответствующие международные механизмы по правам человека взять на себя обязательства поощрять и защищать права человека всех людей, независимо от сексуальной ориентации и гендерной идентичности;
11. Мы настоятельно призываем государства принять все необходимые меры, в частности, законодательные или административные, чтобы сексуальная ориентация или гендерная идентичность ни при каких обстоятельствах не могли быть основой для уголовного наказания, в частности, для казней, арестов или задержания.
12. Мы настоятельно призываем государства обеспечить, чтобы нарушения прав человека, основанные на сексуальной ориентации или гендерной идентичности, были расследованы и виновные привлечены к ответственности и преданы суду;
13. Мы настоятельно призываем государства обеспечить надлежащую защиту правозащитников, а также устранить препятствия, которые мешают им выполнять их работу по вопросам прав человека и сексуальной ориентации и гендерной идентичности.

— Письмо постоянных представителей Аргентины, Бразилии, Габона, Нидерландов, Норвегии, Франции, Хорватии и Японии от 18 декабря 2008 года на имя Председателя Генеральной Ассамблеи